# Luftlandetruppen (Russland)

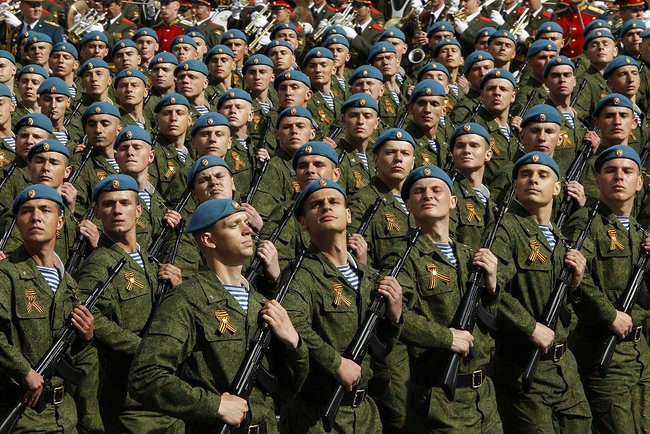
Parade auf dem Roten Platz

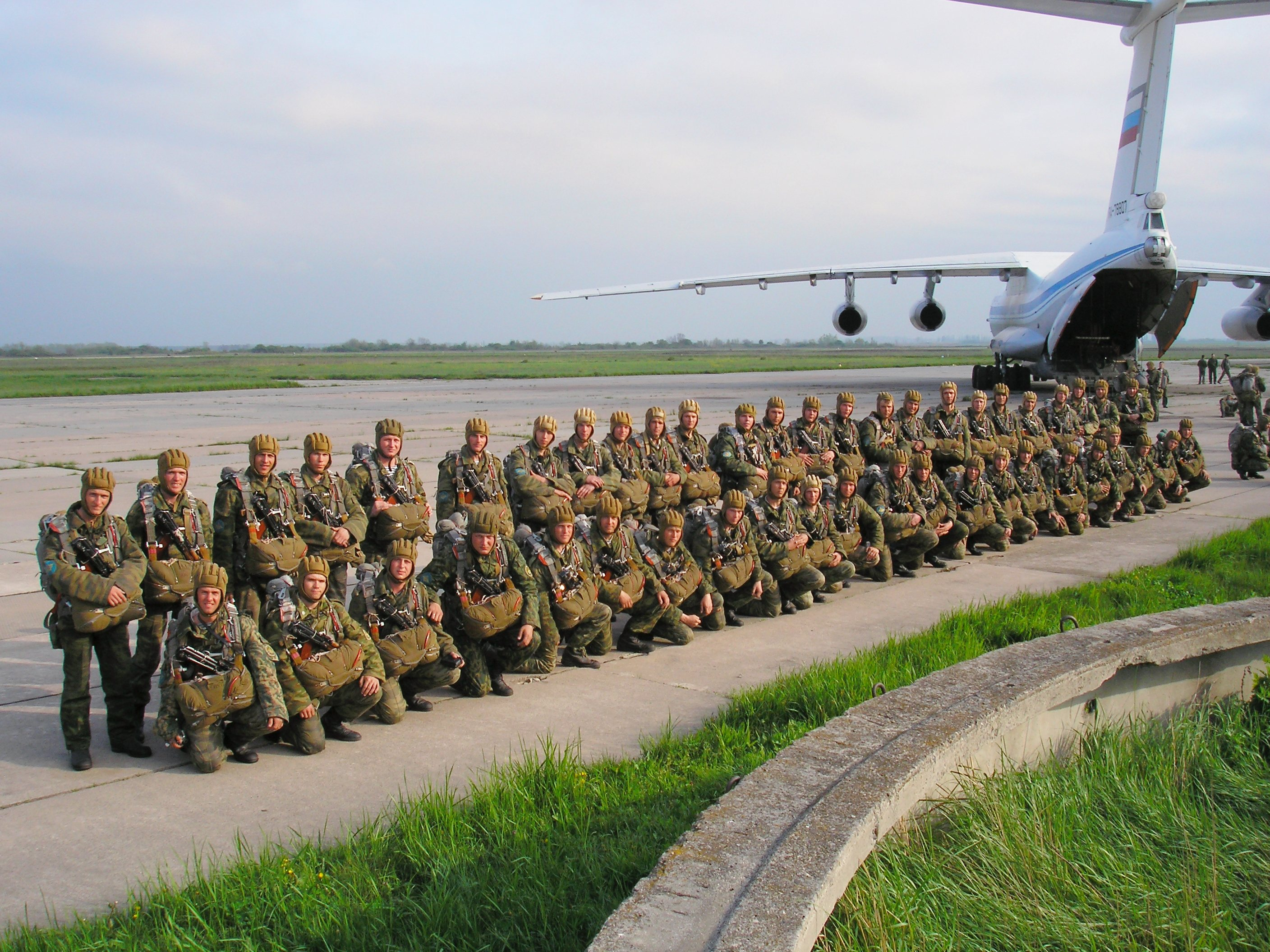
Kursanten vor dem Absprung

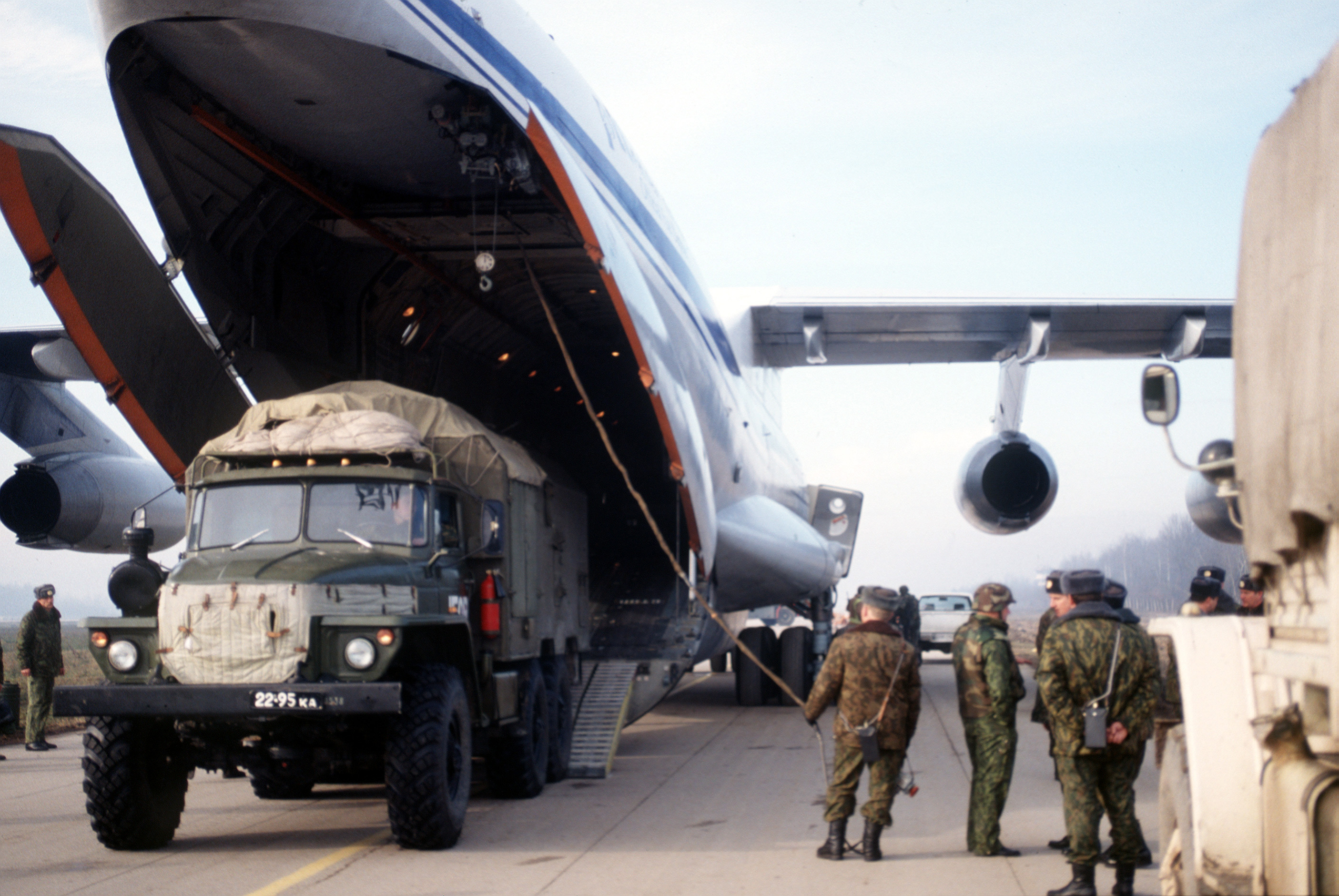
Transportflugzeug Il-76 „Candid“ mit Lkw Ural-4320

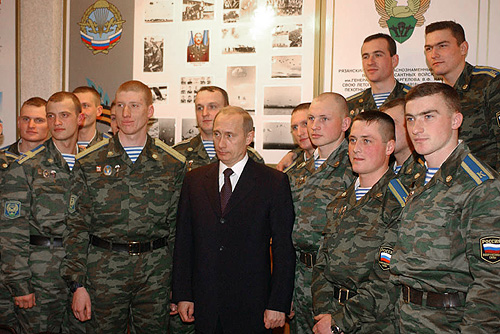
Präsident Putin mit Offizierschülern

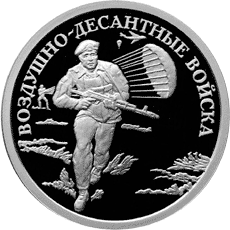
Silberrubel-Gedenkmünze 2006

Die russischen Luftlandetruppen oder WDW (Wosduschno-dessantnyje woiska; russisch: Воздушно-десантные войска = ВДВ, englisch VDV) ist eine eigene Teilstreitkraft – besondere Waffengattung (russ.: отдельный род войск/otdelnij rod wojsk) – der russischen Streitkräfte, die direkt dem Oberkommando der Streitkräfte unterstellt ist.
Sie beinhalten Großverbände, die sowohl mittels Fallschirmabsprung und -abwurf als auch durch Hubschrauber (Luftsturm-Taktik) zum Einsatz kommen können.

## Kommandeure
- seit 2022: Michail Teplinski
- 2016 bis 2022: Andrei Serdjukow[2]
- 2009 bis 2016: Wladimir Schamanow
- 2007 bis 2009: Waleri Jewtuchowitsch
- 2003 bis 2007: Alexander Kolmakow
- 1996 bis 2003: Georgi Schpak
- 1991 bis 1996: Jewgeni Podkolsin

Mit Generaloberst Serdjukow dienten ab 2019 Generaloberst Jewgeni Ustinow als Stabschef und Generalmajor Anatoli Konzewoi als stellvertretender Kommandeur (Stand: Mai 2022).

## Einsatz
Eine Landeübung am 2. August 1930 bei Woronesch gilt als Beginn der Luftlandetruppen in Russland. Truppen der damaligen Roten Armee wurden im Zweiten Weltkrieg, diejenigen der Sowjetarmee ab 1979 im Afghanistan-Krieg eingesetzt, gefolgt nach der Auflösung der Sowjetunion und der Neuaufstellung in Russland 1992 von Einsätzen in den Konflikten im Kaukasus.
Es gibt eine Reihe selbständiger Luftlande-Brigaden bzw. Luftlande-Divisionen. Diese verfügen über absetz- und lufttransportfähige Schützenpanzer, Granatwerfer, Artillerie und Flugabwehrsysteme. Sie sind kampfkräftige Großverbände, die im Rücken des Gegners überraschend eingesetzt werden können, um im taktischen Auftrag gegnerische Führungszentren und Fernmeldemittel auszuheben oder Kernwaffen und Trägersysteme zu vernichten, im operativen Einsatz wichtige Häfen oder andere verkehrstechnische Punkte einzunehmen oder den Durchbruch eigener mechanisierter Kräfte im Angriff zu unterstützen und diesen im feindlichen Hinterland abzusichern. Wladimir Schamanow erwähnte zudem die „Verteidigung von Russlands Interessen und der russischen Bürger im In- und Ausland“. Gemäß seinen Aussagen war es 2010 möglich, einen Verband in Regimentsstärke simultan abzusetzen, wobei er anstrebte, diesen Umfang auf bis eine Division zu erweitern.
In Russland sind nur noch vier Luftlande-Divisionen übrig geblieben.
Es gab Pläne im Zuge der Militärreform, die Truppe auf drei Divisionen zu verkleinern, jedoch wurden diese Pläne nach großem öffentlichen Druck aufgegeben.
Ende August 2022 waren trotz der russischen Nachrichtensperre die Namen von 144 getöteten Luftlandesoldaten im Rahmen des russischen Überfalls auf die Ukraine bekannt. 80 der zugeordneten Namen gehörten zum 331sten (Kostroma-)Regiment, von dem schon früh klar gewesen war, dass es nordwestlich von Kiew hohe Verluste erlitten hatte. Von der 76. Garde-Luftsturm-Division wurde das 234. Luftlande-Regiment aus Pskow bei den Kämpfen um Butscha im März 2022 identifiziert und von Reportern für die gezielte Ermordung von Zivilisten in der Region verantwortlich gemacht. Unter anderem hatten Soldaten des Regiments nach den Recherchen die Telefone von getöteten Zivilisten benutzt, um nach Russland zu telefonieren.

## Einheiten
Es existieren zurzeit in Russland:
7. Garde-Luftsturm-Division (Gebirge) in Noworossijsk
Besonderheit: Einsatzfähig im Gebirge.
- 108. Luftlande-Regiment in Noworossijsk
- 247. Luftlande-Regiment in Stawropol
- 1141. Artillerie-Regiment in Anapa

+ weitere kleinere Regimenter
76. Garde-Luftsturm-Division in Pskow
- 237. Luftlande-Regiment in Pskow
- 104. Luftlande-Regiment in Tscherech
- 234. Luftlande-Regiment in Pskow
- 1140. Artillerie-Regiment in Pskow

+ weitere kleinere Regimenter
98. Garde-Luftlande-Division in Iwanowo
- 217. Luftlande-Regiment in Iwanowo
- 331. Luftlande-Regiment in Kostroma
- 1065. Artillerie-Regiment in Kostroma

+ weitere kleinere Regimenter
106. Garde Luftlande-Division (in Tula, Rjasan, Naro-Fominsk)
- 51. Luftlande-Regiment
- 137. Luftlande-Regiment
- 1182. Artillerie-Regiment

+ weitere kleinere Regimenter
Die Artillerie-Regimenter sind lufttransportfähig und im Sinne von Kampfunterstützungstruppen mit Panzerabwehr-, Flugabwehr-, Granatwerfer- und Pionierkomponenten gemischt gegliedert. Die Verbände sind teilweise mit BMD-1 oder BMD-2 mechanisiert, teilweise mit GAZ-2975 Tigr sowie vormals UAZ-Radfahrzeugen motorisiert.

## Selbstständige Luftsturm-Brigaden
- 11. Luftsturm-Brigade in Ulan-Ude
- 31. Luftsturm-Brigade in Uljanowsk[7]
- 83. Luftsturm-Brigade in Ussurijsk

Die Luftsturm-Brigaden (LST) bestehen im Wesentlichen aus zwei LST-Bataillonen und einem Fallschirmjäger-Bataillon sowie einem „schweren“ Kampfunterstützungsbataillon (Panzerabwehr-, Fliegerabwehr-, Granatwerfer- und Pionier-Kompanie). Hinzu kommen eine Speznas-Kompanie, Stabs-/Fernmelde-/Pionier-/Fernaufklärungs-/Sanitäts-Zug und einem mit Kampftauchern.
Die LST-Brigaden sind so gegliedert, dass sie im Mobilisierungsfall zu einer Luftlandedivision aufwachsen können, und verfügen deshalb in ihren Bataillonen auch über einen höheren Bestand an Offizieren, Unteroffizieren und Zeitsoldaten als vergleichbare LL-Bataillone der Luftlande-Regimenter.

## Speznas WDW
- 45. Selbständiges Aufklärungs-Garderegiment (Speznas) in Kubinka.

Das 45. Regiment ist nur mit leichten Fahrzeugen und Waffen ausgerüstet und erfüllt Sicherungsaufgaben. Es gilt als Einzelkämpfer-Regiment. Obwohl es voll fallschirmsprungfähig ist, werden fast nur Hubschraubereinsätze geübt. Das Regiment wurde per Jahreswechsel 2014/15 zur 45. Garde-Spezialaufklärungsbrigade.

## Schulen
Margelow-Offiziershochschule der Luftlandetruppen in Rjasan.
- 242. Unteroffz. Schule der LL-Truppen in Omsk
  - 226. Fallschirmjäger-Schulregiment (1960–2009), Ausbildung: Unteroffiziere
  - 285. Fallschirmjäger-Schulregiment (1960–2009), Ausbildung: Unteroffiziere
- 301. Offz. Schule der LL-Truppen in ?
- 200. Offz. Schule der LL-Truppen in ? (für Art. / Kampfunterstützungstr.)
- 332. Fähnrich-Schule der LL-Tr. in Moskau (bis Dez. 2009)

An der 242. und 301. Offiziersschule wurden neu Lehrabteilungen mit je zwei Kompanien für Minen- und Kampftaucher sowie je eine Lehrabteilung für militärmedizinisch-psychologisches Personal eingerichtet.
Die Offiziersschulen können im Mobilisierungsfall zu je einer Luftlandedivision, jedoch ohne Kampfunterstützungs-Regiment, sowie eine strukturmäßige mobile Brigade mit „schwerem“ Bataillon aufwachsen.
In Uljanowsk gibt es die Uljanowsker Garde-Suworow-Militärschule, wo die Jungen von der 5. bis 11. Klasse lernen. Diese Schule ist die einzige in Russland, die unter Leitung der Luftlandetruppen steht.

## Ausrüstung
Die russischen Luftlandetruppen verfügen über folgende Fahrzeuge und Waffensysteme:

### Fahrzeuge

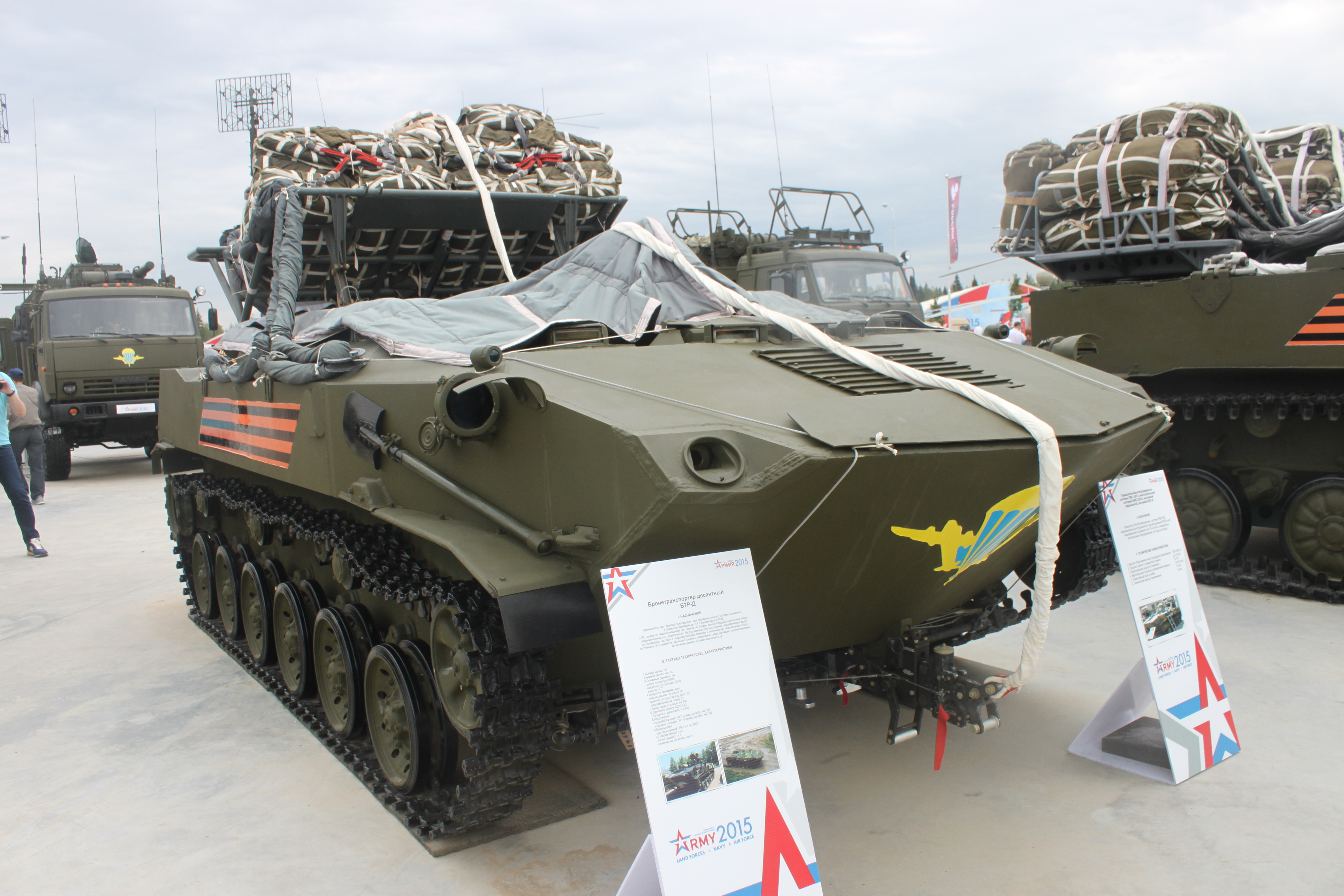
BTR-D mit Fallschirm

| Typ           | Herkunft    | Funktion                                           | Version                           | Anzahl             |
| ------------- | ----------- | -------------------------------------------------- | --------------------------------- | ------------------ |
| T-72          | Sowjetunion | Kampfpanzer                                        | B3 B3M                            | 150 10             |
| BTR-80        | Sowjetunion | Schützenpanzer                                     | BTR-82AM                          | 130                |
| BMD           | Sowjetunion | Mannschaftstransporter Bergepanzer Luftlandepanzer | BTR-D BTR-MDM BMD-2 BMD-4M BREM-D | 700 108 1000 289 ? |
| GAZ-2975 Tigr | Russland    | Mehrzweckfahrzeug                                  |                                   |                    |
| UAMZ Toros    | Russland    | Mehrzweckfahrzeug                                  |                                   |                    |

### Artillerie
| Typ         | Herkunft              | Funktion          | Kaliber | Version        | Anzahl | Anmerkungen                                   |
| ----------- | --------------------- | ----------------- | ------- | -------------- | ------ | --------------------------------------------- |
| 2S9         | Sowjetunion           | Selbstfahrlafette | 120 mm  | Nona-S Nona-SM | 220 30 | Weitere 500 eingelagert                       |
| D-30        | Sowjetunion           | Haubitze          | 122 mm  |                | 150    |                                               |
| 2B14 Podnos | Sowjetunion           | Mörser            | 82 mm   |                | 150    |                                               |
| 2B23        | Russland              | Mörser            | 120 mm  |                | 50+    |                                               |
| TOS-1       | Sowjetunion, Russland | Raketenwerfer     | 220 mm  | TOS-1A         |        | Auslieferung bevorstehend (Stand: April 2023) |

### Flug- und Panzerabwehrwaffen

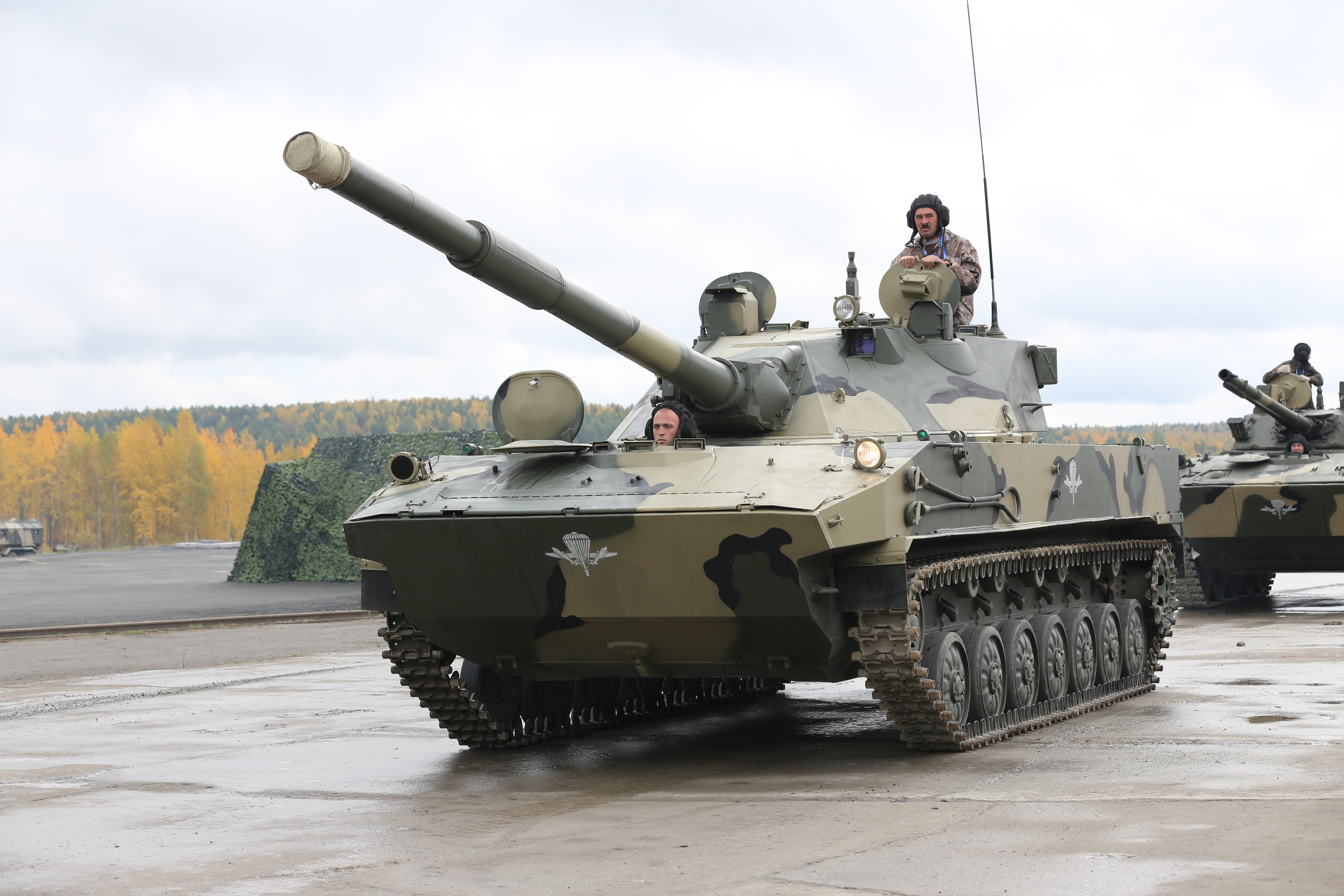
2S25 Sprut-SD der Luftlandetruppen

| Typ             | Herkunft    | Funktion                | Version     | Anzahl | Anmerkungen |
| --------------- | ----------- | ----------------------- | ----------- | ------ | ----------- |
| BMD             | Sowjetunion | Panzerabwehrfahrzeug    | BTR-RD      | 100    |             |
| 2S25 Sprut-SD   | Russland    | Panzerabwehrfahrzeug    |             | 36+    |             |
| 9K111 Fagot     | Sowjetunion | Panzerabwehrlenkwaffe   |             |        |             |
| 9K113 Konkurs   | Sowjetunion | Panzerabwehrlenkwaffe   |             |        |             |
| 9K115 Metis     | Sowjetunion | Panzerabwehrlenkwaffe   |             |        |             |
| 9K115-2 Metis-M | Russland    | Panzerabwehrlenkwaffe   |             |        |             |
| 9K135 Kornet    | Russland    | Panzerabwehrlenkwaffe   |             |        |             |
| SPG-9           | Sowjetunion | Rückstoßfreies Geschütz |             |        |             |
| 9K35 Strela-10  | Sowjetunion | Flugabwehrpanzer        | Strela-10MN | 30     |             |
| BMD             | Sowjetunion | Flugabwehrpanzer        |             | 150    |             |
| 9K310 Igla-1    | Sowjetunion | MANPADS                 |             |        |             |
| 9K38 Igla       | Sowjetunion | MANPADS                 | Igla Igla-S |        |             |
| 9K34 Strela-3   | Sowjetunion | MANPADS                 |             |        |             |
| 9K333 Werba     | Russland    | MANPADS                 |             |        |             |

## Film
- Absprung in Planquadrat 4 (Deutscher Alternativtitel Absprung in die Todeszone, Originaltitel W sone assobowe wnimanija/В зоне особого внимания, UdSSR 1977, Regie: Andrey Malyukov)